# M28 (spårvagn)
M28 är en fyraxlig boggispårvagn som byggdes i 70 exemplar i nummerserien 701–770 och som levererades av ASEA och Aktiebolaget Svenska Järnvägsverkstäderna till Göteborgs Spårvägar åren 1965–1967 och var i trafik fram till 2021. Modellen är numera utrangerad men två vagnar ska dock bevaras hos Spårvägssällskapet Ringlinien och en skänktes även till Göteborgs högre samskola. Flera M28 och M29 (liksom M25) kunde kopplas ihop med scharfenbergkoppel och manövreras från den främre vagnen. Tvåvagnståg var vanliga, men tidigare har även trevagnståg och fyrvagnståg förekommit. Nu förekommer sådant endast vid vagnstransport mellan vagnhallarna. Oftast såg man en M29 som första vagn och en M28 som andra vagn i trafiken. Detta då de flesta M28-vagnar inte hade automatiska dörrar i mitten och bak.

## Föregångare och efterföljare
M28 är till utseendet förvillande lik föregångaren M25 och efterföljaren M29. M28 är tillsammans med M25 och M29 de typerna som hos Göteborgs Spårvägar kallas för pedalvagnar, detta då de manövreras med pedaler.
Vagntypen var i trafik fram till slutet av oktober 2021, även om ett antal exemplar var skrotade eller utrangerade efter olyckor eller bränder (se nedan). Det var meningen att både M28 och M29 skulle ersättas av M32, den italienska spårvagnen som senast levererades till Göteborgs Spårvägar, men leveransen av dessa nya vagnar drog ut på tiden och många stod dessutom avställda för reparation. Därför kom M28 att rulla i trafik under många år. Den nyaste vagntypen M34, som  är under leverans, kommer dock att ersätta både M28 och M29.

## ASEA
Föregångaren M25 och efterföljaren M29 levererades av Hägglunds, medan denna vagn levererades av ASEA (elutrustningen) och Aktiebolaget Svenska Järnvägsverkstäderna (ASJ) (ramverk och vagnkorg). Anledningen till detta var att Hägglunds hade orderböckerna fulla vid det tillfället och inte kunde ta emot nya order. Varken ASEA eller ASJ fick tillgång till några ritningar, dessa ansågs vara en företagshemlighet, och därför skickades en M25:a till ASEA, som kopierade den vagnen men byggde ett eget elsystem. Några år senare, 1972, köpte ASEA upp Hägglunds tillverkning av spårgående fordon.

## Ombyggnader
Under årens lopp har vagnarna blivit ombyggda och moderniserade ett flertal gånger. Främst är det ”kjolar” eller luckor för hjulhusen som tillkommit för att minska buller och olyckstillbud då det hänt att personer fallit inunder vagnen på hållplatser. I fronten har vagnarna fått andra strålkastare, liksom nya bakljus akterut. Vagnarna har också varit föremål för några olika alternativa färgsättningar, både in- och utvändigt. Även förarplatsen har blivit ombyggd för att erbjuda föraren en bättre arbetsmiljö. Destinationsskyltarna som tidigare var av rullbandstyp ersattes vid årsskiftet 2000–2001 med moderna fullmatrisskyltar men nummerskyltarna är däremot fortfarande av rullbandstyp eftersom varje linjenummer har sin egen färg.
På vagn 704 har man provat en informationsdisplay som visar linjenummer, destination och nästa stopp. Den var därmed ett komplement till det automatiska hållplatsutropet och det var meningen att alla M28:or och M29:or skulle få en sådan. Den fungerade tråkigt nog inte på det sätt som man förväntat sig så därför demonterade man den. Under 2010 har man dock försett 10 av M28:orna och alla M29:or med en informationsdisplay av annat fabrikat. Den visade sig fungera utmärkt och under 2015 fick även övriga M28:or en sådan installerad.

## Upprustning av vagnarna på SLX
Under 2013 påbörjades en revision av vagnarna i Vagnhallen Slottsskogen i form av bland annat rostsanering och ny lack. Detta för att vagnarna behövde rulla i ett antal år till på grund av de fortsatta problemen med M32.

## Nya bak, broms- och backljus
Vagn 706 fick under vintern 2015/2016 nya bak-, broms- och backljus på prov i form av LED. Detta har visat sig fungera bra och samtliga vagnar har nu fått detta.

## Uppgradering av M28-vagnar
Då antalet M28:or var något flera än M29:orna bestämde man sig för att jämna ut antalet så att det skulle finnas ungefär lika många av varje typ men även för att det saknades reservdelar till M28. Detta eftersom man helst vill ha både M28 och M29 i samma tågsätt. I slutet av 1990-talet byggde man om vagn 715 på prov för annan driftsäkerhet. Testet blev lyckat och eftersom reservdelar saknades byggde man därför om ytterligare 8 st av M28:orna som dessutom rustades upp till att få samma funktionalitet och komfort som de redan upprustade M29:orna: Först bytte man ut de klassiska "knuffdörrarna" som fanns i mitten och bak på vagnen mot automatiska bladdörrar. Inredningen fick sig också ett lyft då man bytte ut innerbelysningen som bestod av vanliga glödlampor mot lysrörslampor. Väggarna och sätena fick samma färgsättning som den i M29 och vagnarna fick en styrdator (PLC). Vagn 715 rustades dock aldrig upp och hade därmed fortfarande originalinredningen och originaldörrarna kvar. Dessa vagnar gick endast med annan PLC-vagn eller som enkelvagn.
Uppgraderade vagnar med PLC-system: 715, 729, 730, 738, 745, 747, 749, 754 och 763.
Annorlunda vagnar: 
- 766 innehade ett annat elsystem än övriga vagnar utan PLC.
- 716 fick fronten av M25 610 efter tidigare kollision med M21 224.

## M29 och M28 i samma tåg
M28 och M29 gick ofta i tvåvagnarståg på flera linjer. Då vagnarna accelererade och bromsade litet olika kunde en ryckigare gång förekomma. Anledningen till denna tågsammansättning var främst att M28:ans lågspänningssystem som drevs av en mekanisk omformare inte orkade med att försörja den nyinstallerade elutrustning som tillkommit de senaste åren. 10 M28:or hade dock fått en statisk omformare som klarade av att leverera mer ström, dessa vagnar hade i vissa fall även fått nya bladdörrar i vagnens mitt och bak, dessa vagnar kunde kallas PLC-vagnar som är ett programmerbart styrsystem som exempelvis hindrar bakåtrull. Dessa vagnar fick endast kopplas ihop med andra PLC-vagnar eller köras ensamma.
Exempel på ihopkoppling
- M29+M28 (Vanligast)
- M28+M29 (Oftast då något var fel på M29:an eller om föraren/trafikledningen ville göra ett kastbyte på grund av till exempel alltför ryckig gång)
- M28+M28 (Förekom när det rådde brist på M29:or)
- M28(PLC)+M28(PLC)
- M29+M29 (Vanligast på helger än vardagar, eftersom man då kunde prioritera fler rena tåg på grund av bättre vagntillgång)

## Namngivna
- 701 Evald  (Ett så kallat "göteborgsoriginal". Under 1970-talet en välkänd profil på stadens gator) Slopad 2021.
- 702 Viran Rydkvist (Skådespelerska och teaterdirektör) Slopad 2021.
- 704 Wilhelm & August Röhss (Donatorer och grundare till Röhsska museet) Slopad 2021.
- 705 Ester i Brunnsparken (Legendarisk tidningsförsäljare) Slopad 2021.
- 706 Sixten Camp (Legendarisk direktör för Göteborgs Spårvägar) Slopad 2021.
- 709 Kerstin Svensson, Slopad 2021.
- 710 Maja-Stina Berntsson (Författare) Slopad 2021.
- 711 Karl Alfred (Hette egentligen Alfred Johansson, fotbollsspelare) Slopad 2021.
- 713 Kapten Bölja (Göteborgs arketyp, fiktiv person i Göteborgshumorn, dessutom smeknamn för politikern Hans Hansson) Slopad 2021.
- 714 Ronny Jönsson (Komisk rollfigur av Frank Gunnarsson för lokalradion och gestaltades av Claes Malmberg) Slopad 2021.
- 715 Jack, Slopad 2021.
- 716 Kent Andersson (Skådespelare, författare, revyartist etc) Slopad 2021.
- 717 Ninnan Santesson (Konstnär) Slopad 2021.
- 718 Wilhelm Stenhammar (Musiker, komponist, dirigent etc. Har Stenhammarsalen uppkallad efter sig) Slopad 2020.
- 720 Helge Härneman (Sportreporter) Slopad 2021.
- 721 Edwin Ahlqvist, (redaktör, tidningsutgivare, boxningspromotor och boxningsmanager) Slopad 2021.
- 722 Evert Taube (Visdiktare, sångare etc) Slopad 2021.
- 723 Lars Gathenhielm (Kapten och "sjörövare" med Svea rikes rätt att kapa andra fartyg. Har Gathenhielmska huset uppkallat efter sig vid Stigbergstorget) Slopad 2021.
- 724 Lars Hjörne (Chefredaktör för Göteborgs-Posten, son till Harry Hjörne) Slopad 2021.
- 727 Bengt A Öhnander (Göteborgshistoriker) Slopad 2021.
- 728 Anders Bernmar (Ledare inom svensk fotboll och IFK Göteborg samt ishockey) Slopad 2021.
- 729 Karin Boye (Författare) Slopad 2021.
- 730 Totta Näslund (Musiker) Slopad 2021.
- 735 Lasse Dahlqvist (Sångare, visskrivare etc. Som exempel "Det är dans på Brännö brygga") Slopad 2021.
- 738 Sven Wollter (skådespelare). Slopad 2020.
- 739 Malte Johnsson (Fotbollsspelare) Slopad 2021.
- 742 Per-Olof Ahl (Grundare till affärskedjan KappAhl) Slopad 2021.
- 743 Bengt Lidner (Poet) Slopad 2021.
- 746 Sven Schånberg (Författare) Slopad 2021.
- 747 Karin Kavli (Skådespelerska och teaterchef) Slopad 2021.
- 749 Ebbe Hagard (Göteborgskännare, pastor etc) Slopad 2021.
- 751 Ludde Gentzel (Skådespelare) Slopad 2021.
- 752 Sofia Källgren (Sopransångerska) Slopad 2021.
- 753 Ester Mosesson (Har Ester Mosessons Gymnasium uppkallat efter sig) Slopad 2021.
- 754 Sven Rydell (Fotbollsspelare, gjorde 49 mål på 43 landskamper, ÖIS:are) Slopad 2021.
- 755 Ingvar Oldsberg (Programledare inom TV. Känd för bland annat "På spåret" tillsammans med Björn Hellberg) Såld till Spårvägssällskapet Ringlinien 2021.
- 756 Sven Wingqvist (Grundare till SKF och Wingqvist Gymnasium) Slopad 2021.
- 757 Aron Jonason (Fotograf och grundare till göteborgshumorn) Slopad 2021.
- 758 Torgny Segerstedt (Chefredaktör för Göteborgs Handels- och Sjöfartstidning, far till Ingrid Segerstedt-Wiberg) Slopad 2021.
- 760 Dan Broström (Skeppsredare, Broströmskoncernen, gift med Anna Ida Broström) Slopad 2021.
- 761 Göran Johansson (Politiker. Socialdemokratiskt kommunalråd) Slopad 2021.
- 762 Märta Ternstedt (Skådespelerska och operasångerska) Slopad 2021.
- 763 Axel Engdahl (Skådespelare, revyförfattare och teaterchef) Slopad 2021.
- 766 Ingemar Johansson (Kallad "Ingo" var boxare och hade under en tid världsmästerskapstiteln i tungvikt) Slopad 2021.
- 767 Lars-Åke Skager (Politiker) Slopad 2021.
- 768 Gunnar Gren (Fotbollsspelare, fotbollstränare, författare etc. Har "Gunnar Grens Plats" uppkallad efter sig utanför Gamla Ullevi. Där står också en staty av honom) Slopad 2021 och skänkt till Samskolan i Göteborg 2023.
- 770 David Carnegie (Inflytelserik affärsman, grundare till Carnegies Porterbruk vid Klippan) Såld till Spårvägssällskapet Ringlinien 2020.

## Olyckor (urval)
- Vagnarna 725 och 736 förstördes vid två separata bränder på Angeredsbanan, den ena nära Gamlestadstorget den 25 april 2008 (725) och den andra nära Storås den 9 maj 2008 (736). Vagnarna har efter avslutad utredning plockats på reservdelar och skrotats. Efter att dessa olyckor inträffat, både med så kort mellanrum och med samma vagnstyp så bestämde man att varken M28:orna eller M29:orna i fortsättningen ska få rulla på Angeredsbanan. Detta eftersom man inte längre kunde garantera passagerarnas säkerhet då vagnarnas motorer i de båda fallen överhettats och fattat eld på grund av den stora påfrestningen av att köras långa sträckor utan stopp och i hög hastighet. Senare konstaterades även en annan orsak till brandtillbuden och när detta problem var avhjälpt tilläts åter vagntypen att trafikera Angeredsbanan men med reducerad fart.

- I februari 2009 inträffade en olycka vid Opaltorget i Tynnered där vagn 719 som var ihopkopplad med M29 852 blev påkörd bakifrån av M32 409. Vid krocken skadades bakpartiet på 719 så svårt att den fick skrotas efter att först ha plockats på reservdelar. Även fronten skadades på 719 då vagnen for in i bakpartiet på 852 av kraften från kollisionen. Man kunde dock rädda 409 och 852, vilka reparerades och åter sattes i trafik, se respektive vagntyp.

- Den 8 september 2011 for vagn 727 in i bakpartiet på M29 810 som den var ihopkopplad med. Detta efter att ekipaget först kört in i M31 323. 727 skadades i fronten och vagnen skickades efter olyckan till Tågskadecenter i Västerås för reparation, och gick åter i trafik från sommaren 2012.

- Den 24 maj 2018 blev vagn 741 påkörd bakifrån av M31 303 vid Frihamnen på Göta Älvbron i riktning mot Hisingen. Sju personer skadades varav fyra personer fick föras med ambulans till sjukhus och en fick behandlas med endast lindrigare skador. Vagn 741 blev totaldemolerad i aktern och utrangerades för att användas som reservdelsförråd och sedan skrotas. Fronten sattes på krockskadade M29 829. Den främre vagnen i detta tåg var M29 810 som också fick en del skador som följd, dock i mindre grad. Vagn 810 sattes åter i trafik i juni 2018.

## Utfasning och utrangering
Utfasningen av M28 påbörjades i juni 2021 och skulle ha avslutats senast i juni 2023. Dock så visade det sig att många av vagnarna inte klarade den senaste besiktningen, på grund av omfattande rostskador, och fick körförbud direkt. Att då tillfälligt reparera dessa, för att de skulle kunna rulla ytterligare en kortare period ansågs inte vara lönsamt eftersom de var allmänt slitna i övrigt. De resterande vagnarna var också dåliga och därför beslutade Göteborgs Spårvägar, i samråd med Västtrafik, att ta samtliga kvarvarande vagnar ur trafik för gott, även PLC-vagnarna. Sista dagen för M28 i trafik blev den 28 oktober 2021. Vagnarna var vid tidpunkten de äldsta personförande fordonen i trafik inom svensk lokaltrafik. Detta ledde till en tillfällig vagnbrist som dock försvann med tiden när de nya vagnarna av typ M33 kom i trafik.
Skrotade vagnar: 701-754, 756-758, 760-767 och 769.
Museivagnar: 755 och 770
Reservdelsförråd hos Ringlinjen: 759.
Uppställd utanför Samskolan i Göteborg som skolsal: 768.

## Övriga tekniska data
- Vagnsnummer: 755, 770. Ursprunglig nummerserie 701–770.
- Axelavstånd: 1,8 meter
- Boggicentrumavstånd: 7 meter
- Dörrarrangemang: 2+2+1

## Vagn 749 levererades sist
Vagn 749 levererades sist. Den hade vid leveransen tyristorstyrning på prov, men byggdes sedan om till serieutförande.

## Gästspel
Vagn 754 gästade, tillsammans med M29 845, Djurgårdslinjen i Stockholm under sommaren 2005.

## Vagn för vagn
I listan finns datum för varje vagn.
| Vagn | Leveransdatum | Första trafikdag | Sista trafikdag | Skrotad                     |
| ---- | ------------- | ---------------- | --------------- | --------------------------- |
| 701  | 1965-04-04    | 1965-12-20       | 2021-10-28      | mars 2024                   |
| 702  | 1965-04-04    | 1965-08-30       | 2021-10-28      | februari 2024               |
| 703  | 1965-06-01    | 1965-09-20       | 2021-10-28      | april 2022                  |
| 704  | 1965-06-01    | 1965-12-01       | 2020-10-23      | januari 2022                |
| 705  | 1965-06-15    | 1965-08-30       | 2021-10-28      | december 2024               |
| 706  | 1965-06-15    | 1965-08-25       | 2021-10-27      |                             |
| 707  | 1965-06-29    | 1965-09-03       | 2021-10-28      |                             |
| 708  | 1965-06-29    | 1965-09-24       | 2021-10-28      |                             |
| 709  | 1965-07-06    | 1965-09-11       | 2021-10-28      | maj 2024                    |
| 710  | 1965-08-19    | 1965-09-29       | 2021-10-28      | juli 2022                   |
| 711  | 1965-08-19    | 1965-09-16       | 2021-10-28      | januari 2025                |
| 712  | 1965-09-02    | 1965-09-30       | 1990-03-15      | juni 1990                   |
| 713  | 1965-09-21    | 1965-10-04       | 2021-04-12      | maj 2025                    |
| 714  | 1965-09-21    | 1965-11-09       | 2021-10-18      | mars 2025                   |
| 715  | 1965-10-05    | 1965-10-25       | 2021-10-28      | januari 2024                |
| 716  | 1965-10-05    | 1965-10-19       | 2021-05-03      | januari 2022                |
| 717  | 1965-10-12    | 1965-10-28       | 2021-10-28      |                             |
| 718  | 1965-12-21    | 1966-01-10       | 2020-01-10      | 2020                        |
| 719  | 1965-11-23    | 1965-12-07       | 2009-02-09      | juni 2009                   |
| 720  | 1965-10-26    | 1965-11-04       | 2021-10-28      |                             |
| 721  | 1965-11-16    | 1965-11-25       | 2021-09-02      |                             |
| 722  | 1965-11-06    | 1965-11-17       | 2021-08-19      | april 2025                  |
| 723  | 1965-11-16    | 1965-11-23       | 2021-10-08      | augusti 2023                |
| 724  | 1965-11-23    | 1965-12-09       | 2021-10-28      | augusti 2022                |
| 725  | 1965-11-30    | 1965-12-21       | 2008-04-25      | mars 2009                   |
| 726  | 1965-12-14    | 1966-01-14       | 2021-10-28      | april 2022                  |
| 727  | 1965-12-14    | 1966-01-02       | 2021-08-23      |                             |
| 728  | 1965-12-21    | 1965-12-29       | 2021-10-28      | november 2024               |
| 729  | 1966-01-11    | 1966-02-01       | 2021-10-19      | juni 2024                   |
| 730  | 1966-01-11    | 1966-01-28       | 2021-10-28      | augusti 2024                |
| 731  | 1966-01-27    | 1966-02-23       | 2021-10-28      | oktober 2024                |
| 732  | 1966-01-27    | 1966-02-23       | 2021-10-28      | augusti 2023                |
| 733  | 1966-02-18    | 1966-03-07       | 1996-09-24      | mars 1998                   |
| 734  | 1966-02-18    | 1966-03-09       | 2021-10-28      |                             |
| 735  | 1968-03-07    | 1966-03-28       | 2021-10-28      | mars 2025                   |
| 736  | 1966-03-07    | 1966-04-04       | 2008-05-09      | februari 2009               |
| 737  | 1966-03-29    | 1966-04-19       | 2021-05-20      | mars 2022                   |
| 738  | 1966-03-29    | 1966-04-18       | 2018-06-02      | augusti 2020                |
| 739  | 1966-04-21    | 1966-05-13       | 2021-10-28      |                             |
| 740  | 1966-04-21    | 1966-05-17       | 2021-10-08      | maj 2024                    |
| 741  | 1966-05-13    | 1966-06-02       | 2018-05-24      | juni 2019                   |
| 742  | 1966-05-13    | 1966-05-28       | 2021-10-27      | juli 2024                   |
| 743  | 1966-06-11    | 1966-07-22       | 2021-10-28      |                             |
| 744  | 1966-06-11    | 1966-07-26       | 2007-09-17      | januari 2009                |
| 745  | 1966-07-08    | 1966-08-10       | 2021-10-06      | januari 2025                |
| 746  | 1966-07-08    | 1966-08-31       | 2021-10-08      | december 2023               |
| 747  | 1966-08-23    | 1966-09-07       | 2021-10-28      | april 2024                  |
| 748  | 1966-08-23    | 1966-09-09       | 2021-10-28      | september 2024              |
| 749  | 1967-12-15    | 1969-10-27       | 2021-10-28      |                             |
| 750  | 1966-09-21    | 1966-10-07       | 2005-10-12      | februari 2007               |
| 751  | 1966-09-21    | 1966-10-13       | 2021-09-11      | april 2025                  |
| 752  | 1966-10-17    | 1966-11-04       | 2021-05-25      | december 2021               |
| 753  | 1966-10-17    | 1966-11-11       | 2021-10-28      | augusti 2024                |
| 754  | 1966-11-03    | 1966-11-17       | 2021-10-28      | mars 2024                   |
| 755  | 1966-11-22    | 1966-12-23       | 2021-10-28      | museivagn                   |
| 756  | 1966-11-22    | 1966-12-29       | 2021-05-28      | november 2021               |
| 757  | 1966-12-01    | 1966-12-29       | 2021-10-28      | augusti 2022                |
| 758  | 1966-12-01    | 1967-01-17       | 2021-09-10      | juni 2025                   |
| 759  | 1966-12-20    | 1967-01-27       | 2021-10-28      | Reservdelsvagn, Ringlinien. |
| 760  | 1966-12-20    | 1967-01-13       | 2021-10-28      |                             |
| 761  | 1967-01-03    | 1967-02-09       | 2021-10-28      | maj 2022                    |
| 762  | 1967-01-03    | 1967-01-23       | 2021-10-28      |                             |
| 763  | 1967-01-17    | 1967-01-30       | 2021-10-08      | juli 2023                   |
| 764  | 1967-01-17    | 1967-02-21       | 1986-05-20      | september 1990              |
| 765  | 1967-01-31    | 1967-03-04       | 1990-03-15      | oktober 1990                |
| 766  | 1967-01-31    | 1967-03-15       | 2021-10-28      | juni 2023                   |
| 767  | 1967-02-08    | 1967-03-22       | 2021-10-28      | november 2023               |
| 768  | 1967-03-06    | 1967-04-06       | 2021-10-28      | Skänkt till Samskolan 2023  |
| 769  | 1967-03-06    | 1967-05-05       | 2005-11-30      | oktober 2007                |
| 770  | 1967-03-15    | 1967-05-18       | 2019-12-13      | museivagn                   |